# Seward (Nebraska)
Seward település az Amerikai Egyesült Államok Nebraska államában, Seward megyében, melynek megyeszékhelye is. Lakosainak száma 7643 fő (2020. április 1.).

## Népesség
A település népességének változása:

| 2010 | 6 964 |
| 2020 | 7 643 |